# خرچنگ‌های درازچنگ
خرچنگ‌های درازچنگ (نام علمی: Goneplacidae) نام یک تیره از فروراسته خرچنگ است.